# Erzbistum Tegucigalpa

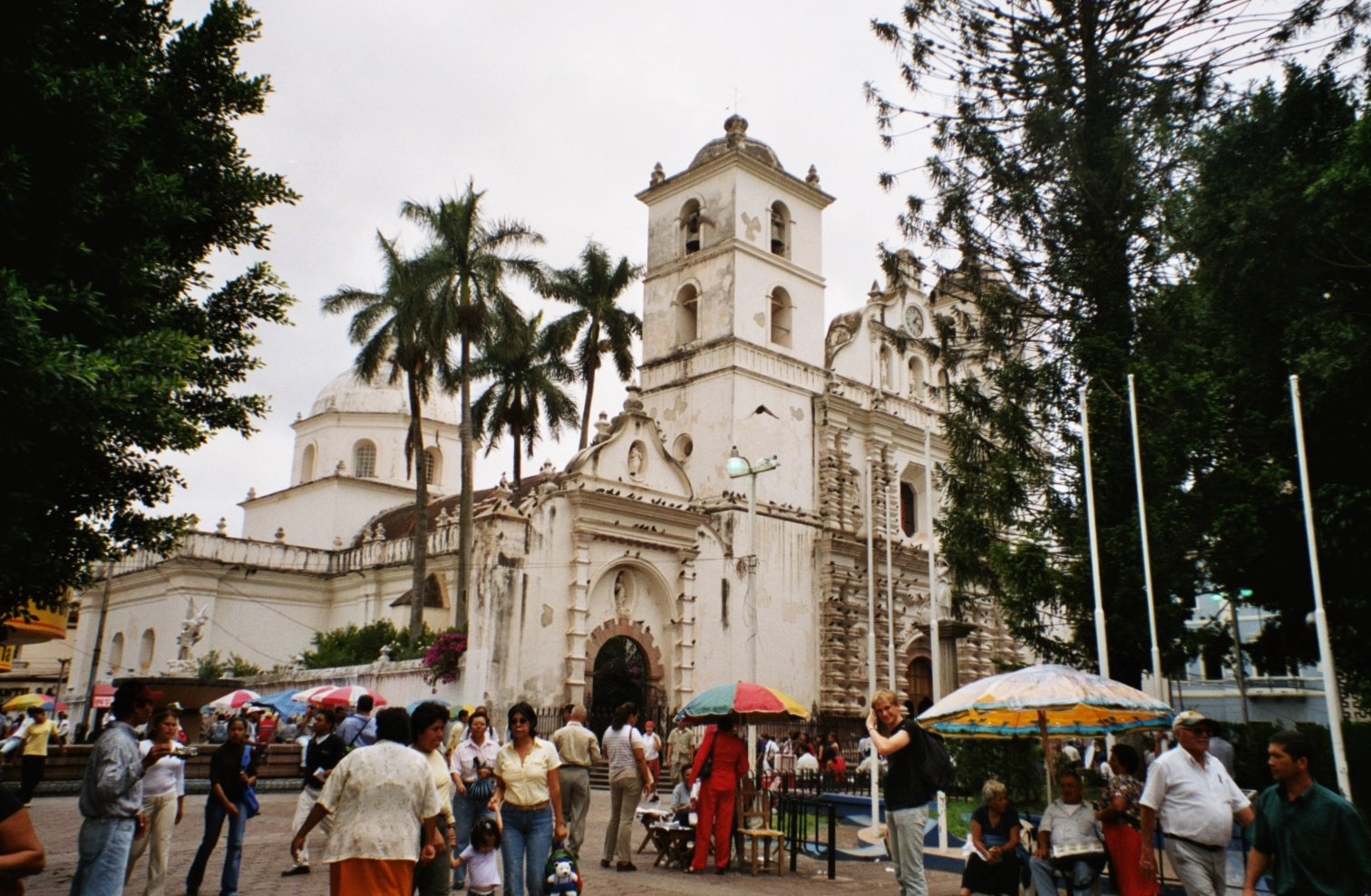
San Miguel Arcángel in Tegucigalpa

Das Erzbistum Tegucigalpa (lateinisch Archidioecesis Tegucigalpensis) ist eine in Honduras gelegene römisch-katholische Erzdiözese mit Sitz in Tegucigalpa.

## Geschichte
Papst Clemens VII. beauftragte 1527 Alfonso de Talavera mit der Wahrnehmung der bischöflichen Aufgaben in den Gebieten im heutigen Honduras, die von 1524 bis 1526 von den Spaniern erobert worden waren. Er wies ihm jedoch keinen festen Bischofssitz zu. Bischof Talavera, der seine Tätigkeit 1531 aufnahm, unterstand dem Bischof von Santo Domingo.
Die Gründung eines Bistums für das Gebiet des Verwaltungsbezirks Honduras (Gobernación de Honduras) im Generalkapitanat Guatemala war päpstlicherseits schon 1531 beabsichtigt, Clemens VII. hatte am 6. September 1531 eine entsprechende Bulle ausfertigen lassen. Die tatsächliche Gründung konnte jedoch erst 1539 erfolgen, nach der Zustimmung durch den spanischen König Karl I. Zum ersten „Bischof von Honduras“ ernannte Papst Paul III. Cristóbal de Pedraza, der 1545 schließlich in Honduras eintraf. Bischofssitz war zunächst Trujillo. 1561 wurde der Bischofssitz nach Comayagua verlegt. Fortan wurde das „Bistum Honduras“ deshalb meist als „Bistum Comayagua“ bezeichnet. Metropolitanbistum war das Erzbistum Santo Domingo.
Am 2. Februar 1916 verlegte Papst Benedikt XV. den Bischofssitz von Comayagua nach Tegucigalpa und erhob das Bistum zum Erzbistum. Insofern stehen die Erzbischöfe von Tegucigalpa in der Nachfolge der Bischöfe von Comayagua. Erster Erzbischof wurde Santiago María Martinez y Cabanas, der bis dahin Bischof von Comayagua war. Gleichzeitig wurden durch Gebietsabtretungen das Vikariat San Pedro Sula sowie das Bistum Santa Rosa de Copán gegründet. Es folgten aus weiteren Gebietsabtretungen die Gründungen der Prälatur Inmaculada Concepción de la B.V.M. en Olancho (1949), des (neuen) Bistums Comayagua (1963), der Prälatur Choluteca (1964) und des Bistums Yoro (2005). Am 2. Januar 2017 wurden erneut Gebietsanteile zur Gründung des Bistums Danlí ausgegliedert. Mit dem aus Gebietsanteilen des Bistums Santa Rosa de Copán errichteten Bistum Gracias wurde dem Erzbistum am 27. April 2021 ein weiterer Suffragan unterstellt.
Am 26. Januar 2023 erhob Papst Franziskus das Bistum San Pedro Sula zum Erzbistum und zum Metropolitansitz der gleichzeitig neu errichteten Kirchenprovinz. Die Bistümer Gracias, La Ceiba, Santa Rosa de Copán, Trujillo und Yoro wurden dem neuen Erzbistum als Suffragandiözesen unterstellt und mit diesem aus der Kirchenprovinz Tegucigalpa herausgelöst. Gleichzeitig ernannte der Papst den Bischof von La Ceiba, Michael Lenihan OFM, mit gleichem Datum zum Erzbischof von San Pedro Sula.

## Ordinarien

### Mit bischöflichen Aufgaben in Honduras beauftragt
- Alfonso de Talavera OSH (1531–1540)
- Alonso de Guzman OSH (1532–1535)

### Bischof von Honduras (ab 1539)
- Cristóbal de Pedraza (1539–1553)
- Jerónimo de Covella OSH (1556–1561)

### Bischof von Comayagua (ab 1561)
- Jerónimo de Covella OSH (1561–1575)
- Alfonso de la Cerda OP (1578–1587)
- Gaspar de Andrada OFM (1587–1612)
- Alfonso del Galdo OP (1612–1628)
- Luis de Cañizares OFM (1628–1645)
- Juan Merlo de la Fuente (1650–1656)
- Alonso Vargas OSA (1678–…)
- Pedro de los Reyes Ríos de la Madrid OSB (1699–1700)
- Juan Pérez Carpintero OPraem (1701–1724)
- Antonio Guadalupe Lopez Portillo OFM (1725–1742)
- Francisco Molina OSBas (1743–1749)
- Diego Rodríguez de Rivas y Velasco (1751–1762)
- Isidro Rodríguez OSBas (1764–1767)
- Antonio Macarayuca Minguilla de Aguilain (1767–1772)
- Francisco José Palencia (1773–1775)
- Francisco Antonio de San Miguel Iglesia Cajiga OSH (1777–1783)
- Fernando Cardiñanos OFM (1788–1794)
- Vicente Navas OP (1795–1809)
- Francisco de Paula Campo y Pérez (1844–1853)
- Juan Félix de Jesús Zepeda (1861–…)
- Emanuele Francesco Velez (1887–…)
- Jaime-Maria Martinez y Cabanas (1902–1916)

### Erzbischof von Tegucigalpa (ab 1916)
- Jaime-Maria Martinez y Cabanas (1916–1921)
- Agustín Hombach CM (1923–1933)
  - Emilio Morales Roque (1933–1946) (Administrator)
- José de la Cruz Turcios y Barahona SDB (1947–1962)
- Héctor Enrique Santos Hernández SDB (1962–1993)
- Óscar Kardinal Rodríguez Maradiaga SDB (1993–2023)
- José Vicente Nácher Tatay CM (seit 2023)